# 刘星垣
刘星垣（1891年—1978年），男，四川成都人，中国政治人物，曾任成华大学校长，四川省政协副主席，第二、三届全国人大代表，第五届全国政协委员。